# Клайнпрага
Клайнпрага или Ма́ла-Пра́га (нем. Kleinpraga; в.-луж. Mała Prahaо файле) — деревня в Верхней Лужице, Германия. Входит в состав коммуны Гёда района Баутцен в земле Саксония. Подчиняется административному округу Дрезден.

## География
Находится около автомобильной дороги 111 (Бишофсверда — Баутцен). Соседние деревни: на севере — деревня Нездашецы, на востоке — административный центр коммуну Гёда, на юго-востоке — деревня Земихов и на юго-западе — деревня Спытецы.

## История
Впервые упоминается в 1377 году под наименованием Podmaklicz.
С 1936 по 1994 года деревня входила в состав коммуны Недашюц. С 1998 года входит в состав современной коммуны Гёда.
В настоящее время деревня входит в состав культурно-территориальной автономии «Лужицкая поселенческая область», на территории которой действуют законодательные акты земель Саксонии и Бранденбурга, содействующие сохранению лужицких языков и культуры лужичан.
Исторические немецкие наименования:
- Podmaklicz, 1377
- Pomenklitz, 1488
- Pommenklytz, 1493
- Pomenklycz, 1538
- Prage oder Pudmochlitz, 1566
- Podomoklitz ,1579
- Podmoklitz oder Prage, 1617
- Klein Praga, 1759
- Klein Praga, vormals Podmogklitz, auch Pommenklitz gen., 1791

## Население
Официальным языком в населённом пункте, помимо немецкого, является также верхнелужицкий язык.
Согласно статистическому сочинению «Dodawki k statisticy a etnografiji łužickich Serbow» Арношта Муки в 1884 году проживало 37 человек. Серболужичан в этом году в деревне не проживало.
| 1834 | 1871 | 1890 | 2011 | 2016 |
| ---- | ---- | ---- | ---- | ---- |
| 43   | 46   | 48   | 18   | 21   |

## Достопримечательности
Памятники культуры и истории земли Саксония
- Жилой дом, д. 6, 1865 год (№ 09251420).